# Tomocichla sieboldii
Tomocichla sieboldii és una espècie de peix de la família dels cíclids i de l'ordre dels perciformes.

## Morfologia
- Els mascles poden assolir 25 cm de longitud total.[4][5]

## Hàbitat
És una espècie de clima tropical entre 24 °C-29 °C de temperatura.

## Distribució geogràfica
Es troba al vessant pacífic de Centreamèrica: des d'Esparza (Costa Rica) fins al riu Santa María (Panamà).